# Brachypogon hadrosaurus
Brachypogon hadrosaurus är en tvåvingeart som beskrevs av Debenham 1991. Brachypogon hadrosaurus ingår i släktet Brachypogon och familjen svidknott. Inga underarter finns listade i Catalogue of Life.